# Castelmezzano
Castelmezzano est une commune italienne de 815 habitants située dans la province de Potenza, dans la région Basilicate, en Italie méridionale. Le village fait partie des « borghi più belli d'Italia » (que l'on peut traduire par « plus beaux villages d'Italie »).

## Monuments et patrimoine

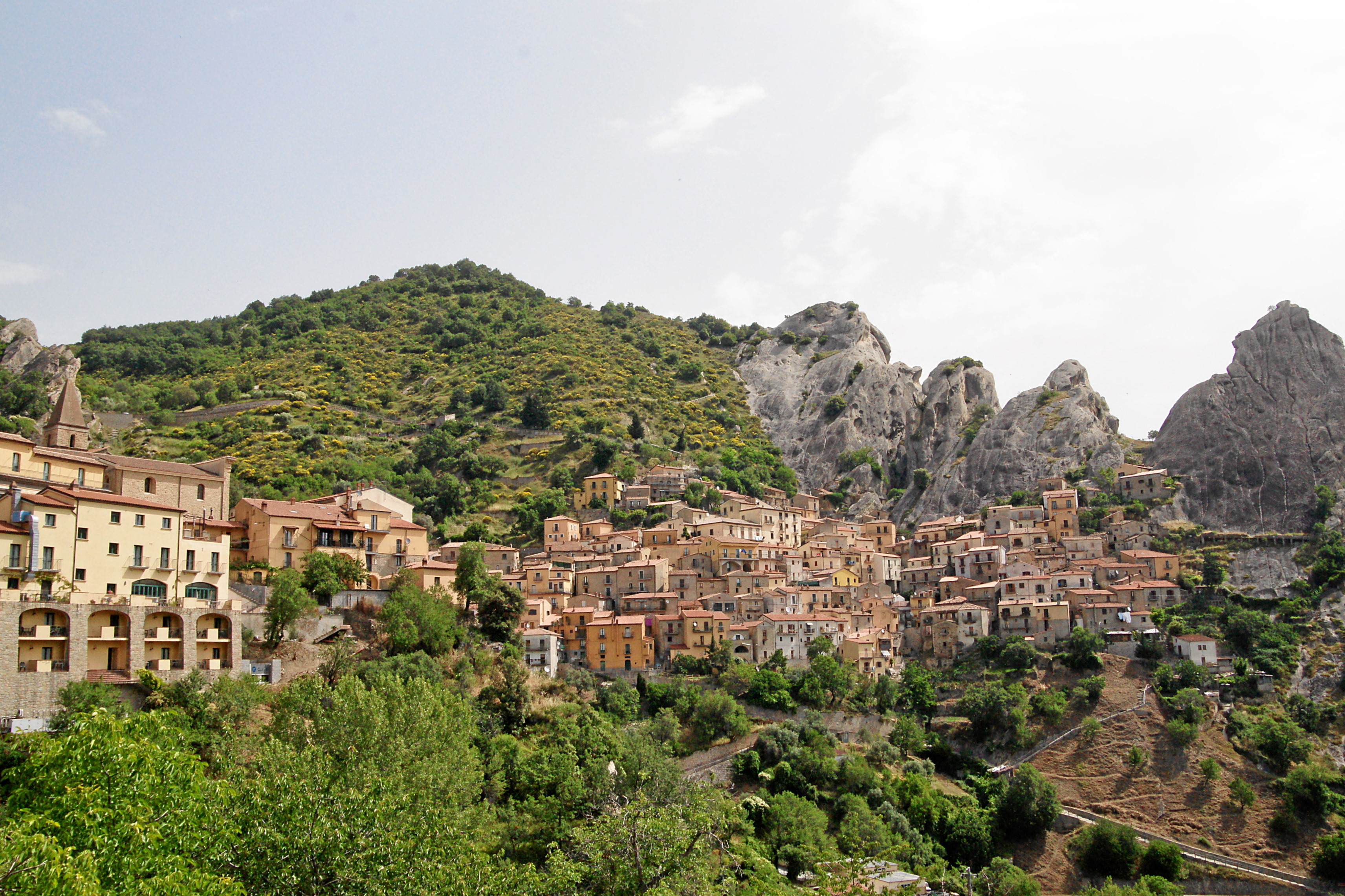
Le village, et au fond, les Dolomites.
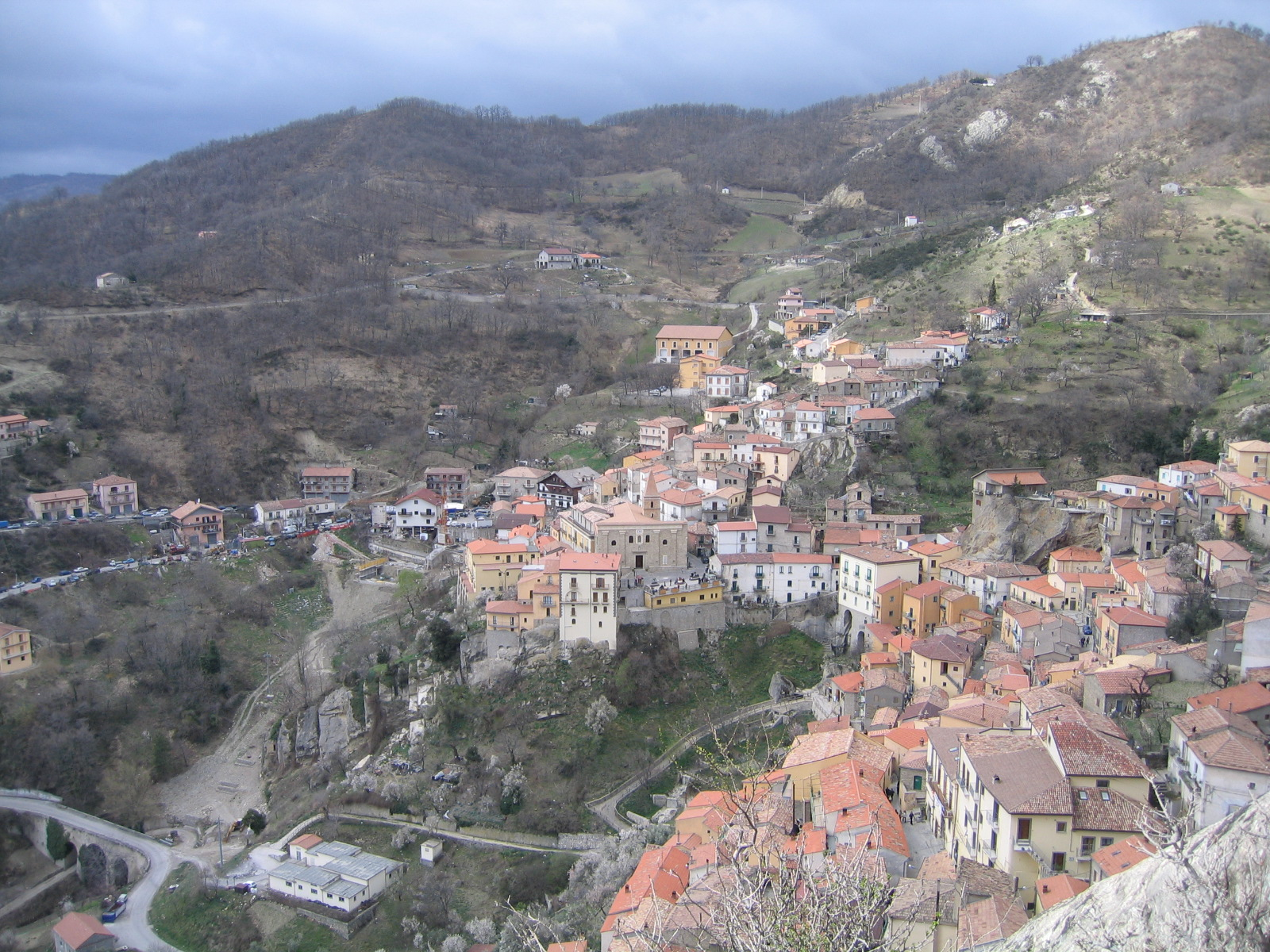
Vue des hauteurs.
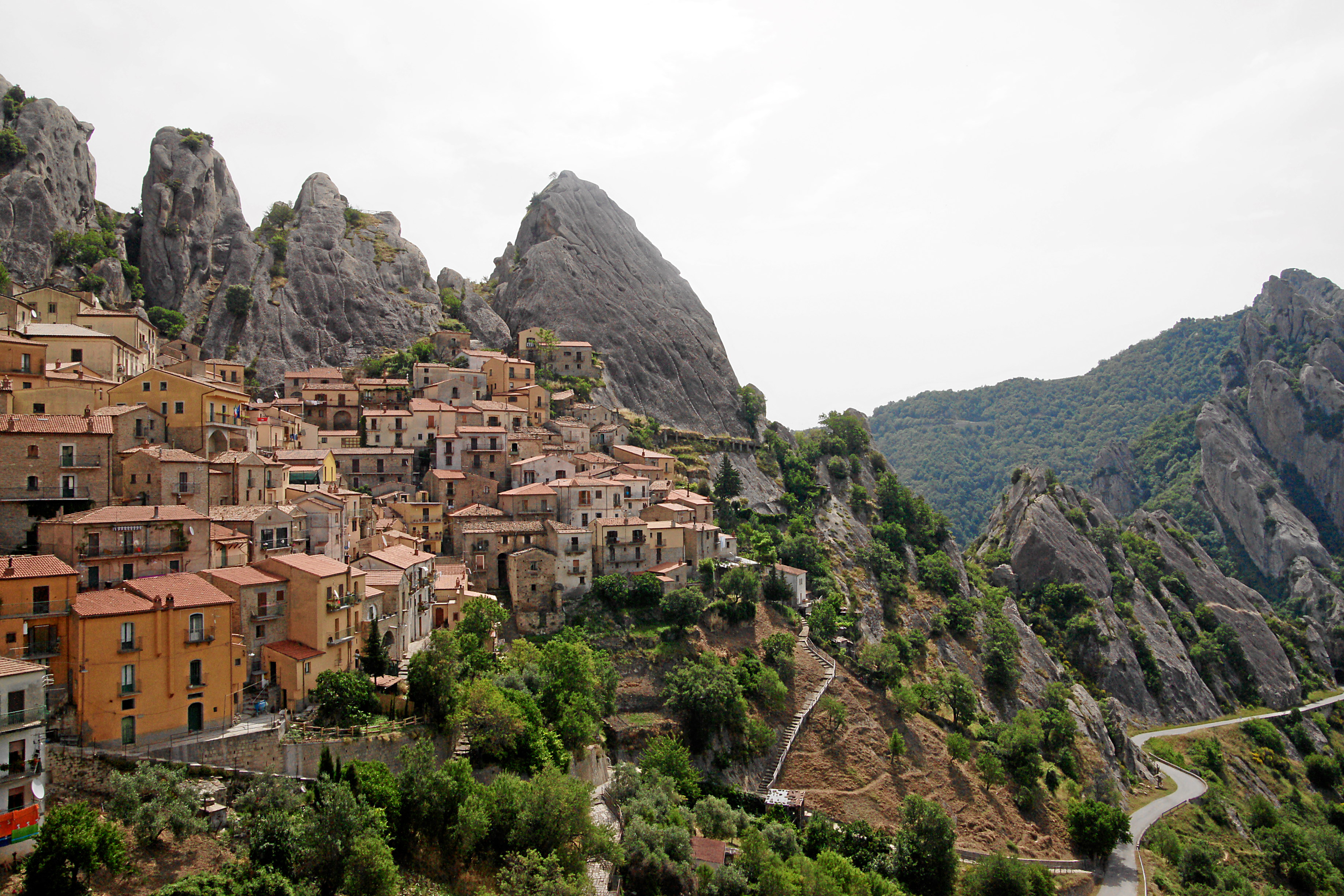
Panorama.
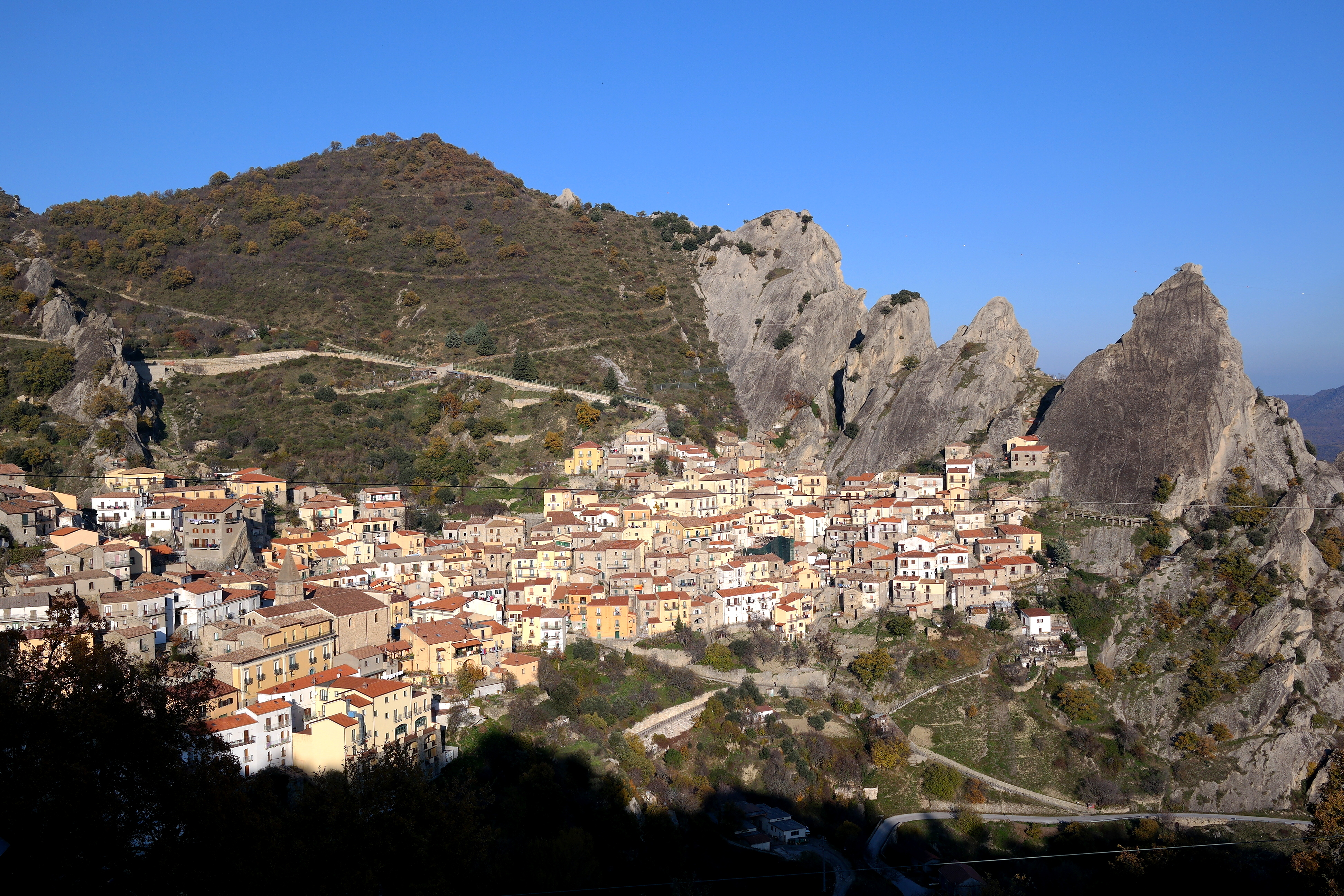
Le village montagnard.

## Administration
| Période                                  | Période | Identité | Étiquette | Qualité |
| ---------------------------------------- | ------- | -------- | --------- | ------- |
|                                          |         |          |           |         |
| Les données manquantes sont à compléter. |         |          |           |         |

### Communes limitrophes
Albano di Lucania, Anzi, Laurenzana, Pietrapertosa, Trivigno.